# Barberton (Ohio)
Barberton es una ciudad ubicada en el condado de Summit, Ohio, Estados Unidos. Tiene una población estimada, a mediados de 2021, de 24 983 habitantes.

## Geografía
La ciudad está ubicada en las coordenadas 41°0′25″N 81°36′16″O / 41.00694, -81.60444. Según la Oficina del Censo de los Estados Unidos, Barberton tiene una superficie total de 23.92 km², de la cual 23.35 km² corresponden a tierra firme y 0.57 km² son agua.

## Demografía
Según el censo de 2020, en ese momento había 25 191 personas residiendo en Barberton. La densidad de población era de 1078.84 hab./km². El 84.1% de los habitantes eran blancos, el 8.0% eran afroamericanos, el 0.3% eran amerindios, el 0.5% eran asiáticos, el 0.1% eran isleños del Pacífico, el 0.8% eran de otras razas y el 6.2% eran de una mezcla de razas. Del total de la población, el 1.9% eran hispanos o latinos de cualquier raza.